# Penelope Mitchell
Penelope Mitchell est une actrice australienne, née le 23 juillet 1991 à Melbourne, en Australie.
Elle est surtout connue pour avoir interprétée le rôle de Letha Godfrey dans la série télévisée d'horreur Hemlock Grove et la sorcière Liv Parker dans Vampire Diaries.

## Biographie
Née à Melbourne, en Australie (sa mère est une artiste française et son père est entrepreneur australien), elle a passé la plupart de son enfance en Australie avec ses deux frères aînés. 
Elle a étudié le ballet de 4 à 16 ans et a terminé dans le top 1 % de sa dernière année d'études, avec un diplôme de baccalauréat international. Elle a fréquenté l'Université de Melbourne, avec l'intention de devenir avocate, tout en écrivant abondamment pour diverses publications. 
Elle a obtenu son diplôme de premier cycle, avant de déménager à Los Angeles.
Elle est une cousine de l'actrice Radha Mitchell.
Avant de décrocher son rôle sur Hemlock Grove, elle apparait dans quelques séries, dont un épisode de Rush, et quelques courts métrages. 
Elle a obtenu un rôle dans The Curse of Downers Grove, sorti en 2015.

## Filmographie

### Cinéma
- 2013 : The Joe Manifesto : Sue
- 2014 : The Fear of Darkness : Skye Williams
- 2015 : Sex Addiction (Zipper) : Laci / Jennifer
- 2015 : The Curse of Downers Grove : Tracy
- 2015 : Curve : Ella Rutledge
- 2016 : Gnaw : Jennifer
- 2017 : Behind The Glass : Lily
- 2018 : The Midwife's Deception (une sage femme diabolique) : Jina
- 2018 : Possession (Between Worlds) de Maria Pulera : Billie
- 2018 : Double mortel (Look Away) d'Assaf Bernstein : Lily
- 2019 : Hellboy de Neil Marshall : Ganeida
- 2020 : Becoming : Lisa Corrigan
- 2022 : The Hyperions : Vista Madulbaum
- 2022 : RIPD 2 : Le Réveil des damnés (R.I.P.D. 2: Rise of the damned) : Jane / Jeanne d'Arc
- 2023 : Muzzle de John Stalberg Jr. : Mia
- 2024 : Sting de Kiah Roache-Turner : Heather
- 2024 : Oh, Canada de Paul Schrader : Sloane / Amy

### Courts-métrages
- 2011 : The Fat Lady Swings : Sheery
- 2011 : Nightshift of the Vampire : Sofia
- 2011 : The Grace of Others : Grace
- 2011 : Meth to Madness : Zoe
- 2012 : The Wishful : Lula Doe / Princesse Lula
- 2012 : Green Eyed : Sarah
- 2015 : The Waiting Game : Erica
- 2015 : Fidelio : Ruth

### Télévision
- 2009 : Rush : Sarah (saison 2, épisode 22)
- 2011 : Offspring (en) : Chrissy (saison 2, épisode 7)
- 2013 : Hemlock Grove : Letha Godfrey (régulière, 13 épisodes)
- 2013 : Fashion Police (en) : elle-même (invité)
- 2013 : Next Stop Hollywood (en) : elle-même (6 épisodes)
- 2014 - 2015 : Vampire Diaries : Olivia « Liv » Parker (récurrente, 20 épisodes)

### Clip musical
- 2015 : Lonely Town (en) de Brandon Flowers

## Voix francophones
En France
- Marie Tirmont[2] dans (les séries télévisées) :
  - Hemlock Grove
  - Vampire Diaries

Et aussi
- Justine Berger dans Sex Addiction[2]
- Marie Giraudon dans Une sage-femme diabolique[2] (téléfilm)
- Nastassja Girard dans Hellboy
- Esther Aflalo dans Sting

Au Québec
- Aurélie Morgan dans Hemlock Grove (série télévisée)

## Distinctions

### Nominations
- 2015 : FilmQuest Cthulhu : Meilleure second rôle féminin dans The Fear of Darkness[4]